# Allikotsa
Allikotsa (Duits: Allikaotsa) is een plaats in de Estlandse gemeente Lääne-Nigula, provincie Läänemaa. De plaats heeft de status van dorp (Estisch: küla).
Tot in oktober 2017 hoorde Allikotsa bij de gemeente Martna. In die maand werd Martna bij de fusiegemeente Lääne-Nigula gevoegd.

## Bevolking
Het dorp had 14 inwoners op 31 december 2011 en 8 inwoners op 31 december 2021.

## Ligging
De zuidgrens van het dorp is de rivier Kasari, die hier tevens de grens vormt tussen de gemeenten Lääne-Nigula en Lääneranna in de provincie Pärnumaa. De beek Kiisaoja komt bij Allikotsa op de Kasari uit. Dat geldt ook voor de rivier Liivi, die de grens met het oostelijke buurdorp Laiküla vormt. De Tugimaantee 31, de secundaire weg van Haapsalu naar Laiküla, komt door Allikotsa.

## Geschiedenis
Allikotsa was een deel van het landgoed van Groß-Ruhde (Estisch: Suure-Rõude), waarvan het bestuurscentrum sinds 1977 op het grondgebied van het dorp Rõude ligt. Vanaf 1913 werd Allikotsa genoemd als dorp; vermoedelijk was het voor die tijd de plaats waar de woningen van de bedienden van het landhuis stonden. In 1977 werden Suure-Rõude, Väike-Rõude (Duits: Klein-Ruhde), Allikotsa, Soo-otsa en Metsaküla samengevoegd tot één dorp Rõude. In 1997 werden Allikotsa en Soo-otsa daarvan afgesplitst; Metsaküla ging met Soo-otsa mee.